# Kalkidan Gezahegne
Kalkidan Gezahegne, född den 8 maj 1991 i Addis Abeba, är en etiopisk-bahrainsk friidrottare som tävlar i medel- och långdistanslöpning.
Gezahegnes genombrott kom vid junior-VM 2008 där hon blev tvåa på 1 500 meter. Som senior deltog hon vid VM i Berlin 2009 då hon slutade nia på samma distans. Samma år deltog on vid IAAF World Athletics Final 2009 fast då på 3 000 meter och hon slutade som femma. 
Under 2010 deltog hon vid inomhus VM och vann guldet på 1 500 meter.
Vid olympiska sommarspelen 2020 i Tokyo tog Gezahegne silver på 10 000 meter.

## Personliga rekord
Utomhus
- 1 500 meter – 4.00,97 (Hengelo, 29 maj 2011)
- 3 000 meter – 8.34,65 (Zagreb, 4 september 2018)
- 5 000 meter – 14.52,92 (Montreuil, 1 juni 2021)
- 10 000 meter – 29.50,77 (Maia, 8 maj 2021) 0NR0

Inomhus
- 1 500 meter – 4.03,28 (Stockholm, 10 februari 2010)
- 3 000 meter – 8.37,47 (Birmingham, 19 februari 2011)